# Section des disparus
Pour plus de détails, voir Fiche technique et Distribution.
Section des disparus est un film franco-argentin réalisé par Pierre Chenal et sorti en 1956.

## Synopsis
À Buenos Aires, Juan a épousé une femme riche, Mendy, mais est tombé amoureux d'une danseuse. Il essaye de tuer sa femme, mais c'est son amante qui est accusée du meurtre. La police prouve que Mendy s'est en fait suicidée.

## Fiche technique
- Titre : Section des disparus
- Réalisation : Pierre Chenal
- Scénario :  Pierre Chenal, Domingo Di Núbila, d'après un roman de David Goodis
- Dialogues : Agustín Cuzzani
- Photographie : Américo Hoss
- Musique : Juan Ehlert
- Montage : José Serra
- Pays de production :  France -  Argentine
- Sociétés de production : Films Borderie - Guaranteed Pictures
- Durée : 85 minutes
- Dates de sortie: 
  - France : 2 novembre 1956
  - Argentine : 24 avril 1958

## Distribution
- Nicole Maurey : Diana Lander
- Maurice Ronet : Juan Milford
- Inda Ledesma : Mendy Milford
- Ubaldo Martínez : L'inspecteur Uribe
- Guillermo Battaglia : Le commissaire de police
- Luis Otero : Le vagabond
- Élida Dey : L'amie de Diana
- Amalia Bernabé